# NBL 2007/08
Die NBL 2007/08 war die 30. Austragung der australasischen National Basketball League. Die mit elf Teams aus Australien, einem Team aus Neuseeland und einem Team aus Singapur ausgetragene Meisterschaft begann am 19. September 2007 und endete am 14. März 2008. Im Finale konnte sich die Melbourne Tigers in der Best-of-five-Serie gegen die Sydney Kings in fünf Spielen durchsetzen und damit ihren vierten Meistertitel erringen.

## Modus
Jedes Team trägt in der regulären Saison 15 Heim- und 15 Auswärtsspiele aus. Die in der Endtabelle auf den ersten zwei Plätzen stehenden Teams qualifizieren sich direkt für das Halbfinale der NBL Finals, die im Play-off-Modus ausgetragen werden. Die auf den Plätzen drei bis acht stehenden Teams spielen die beiden anderen Halbfinalisten unter sich aus. Dabei spielt das fünftplatzierte Team zu Hause gegen den Achten und der Sechste heimwärts gegen den Siebten. Die beiden Sieger spielen anschließend auswärts gegen den dritt- und viertplatzierten der regulären Saison. Die Gewinner qualifizieren sich ebenfalls für das Halbfinale. Im Halbfinale gilt der Best-of-Three-Modus, während im Finale der Best-of-Five-Modus angewendet wird.

## Tabelle
Abschlusstabelle nach Ende der Hauptrunde
- Für das Play-off Halbfinale qualifiziert
- Für das Play-off Viertelfinale qualifiziert

| Pl.  | Team                   | Spiele | Siege | Niederlagen | Siegquote | Punkte+ | Punkte- | Punktedifferenz | Heimbilanz | Auswärtsbilanz |
| ---- | ---------------------- | ------ | ----- | ----------- | --------- | ------- | ------- | --------------- | ---------- | -------------- |
| 01.  | Sydney Kings           | 30     | 27    | 3           | 90,00 %   | 3058    | 2721    | +337            | 14:1       | 13:2           |
| 02.  | Melbourne Tigers       | 30     | 22    | 8           | 73,33 %   | 3093    | 2904    | +189            | 12:3       | 10:5           |
| 03.  | Brisbane Bullets       | 30     | 20    | 10          | 66,67 %   | 3407    | 3145    | +262            | 13:2       | 7:8            |
| 04.  | Perth Wildcats         | 30     | 18    | 12          | 60,00 %   | 2908    | 2731    | +177            | 12:3       | 6:9            |
| 05.  | Townsville Crocodiles  | 30     | 17    | 13          | 56,67 %   | 2961    | 2927    | +34             | 12:3       | 5:10           |
| 06.  | Cairns Taipans         | 30     | 16    | 14          | 53,33 %   | 2927    | 2849    | +78             | 10:5       | 6:9            |
| 07.  | New Zealand Breakers   | 30     | 16    | 14          | 53,33 %   | 3026    | 3059    | +43             | 11:4       | 6:9            |
| 08.  | Gold Coast Blaze       | 30     | 15    | 15          | 50,00 %   | 2865    | 2892    | −27             | 10:5       | 5:10           |
| 09.  | Adelaide 36ers         | 30     | 14    | 16          | 46,67 %   | 3130    | 3124    | +6              | 9:6        | 5:10           |
| 010. | West Sydney Razorbacks | 30     | 10    | 20          | 33,33 %   | 3097    | 3248    | −151            | 6:9        | 4:10           |
| 011. | Wollongong Hawks       | 30     | 9     | 21          | 30,00 %   | 2928    | 3128    | −200            | 7:8        | 2:13           |
| 012. | Singapore Slingers     | 30     | 5     | 25          | 20,00 %   | 2829    | 3207    | −378            | 4:11       | 1:14           |
| 013. | South Dragons          | 30     | 5     | 25          | 16,67 %   | 2904    | 3198    | −294            | 4:11       | 1:14           |

## Play-offs

### Modus
Die auf den ersten acht Plätzen der Abschlusstabelle der regulären Saison platzierten Mannschaften qualifizieren sich für die Play-offs. Dabei qualifizieren sich die ersten beiden Teams direkt für das Halbfinale. Die auf den Plätzen drei bis acht stehenden Teams spielen die beiden anderen Halbfinalisten unter sich aus. Dabei spielt das fünftplatzierte Team zu Hause gegen den Achten und der Sechste heimwärts gegen den Siebten. Die beiden Sieger spielen anschließend auswärts gegen den dritt- und viertplatzierten der regulären Saison. Die Gewinner qualifizieren sich ebenfalls für das Halbfinale. Im Halbfinale gilt der Best-of-Three-Modus, während im Finale der Best-of-Five-Modus angewendet wird.

### Spiele
|  | Ausscheidungsspiele | Ausscheidungsspiele   | Ausscheidungsspiele |  |  | Viertelfinale | Viertelfinale         | Viertelfinale |
|  |                     |                       |                     |  |  |               |                       |               |
|  |                     |                       |                     |  |  | 4             | Perth Wildcats        | 96            |
|  | 5                   | Townsville Crocodiles | 97                  |  |  | 5             | Townsville Crocodiles | 78            |
|  | 8                   | Gold Coast Blaze      | 89                  |  |  |               |                       |               |
|  |                     |                       |                     |  |  | 3             | Brisbane Bullets      | 106           |
|  | 6                   | Cairns Taipans        | 78                  |  |  | 7             | New Zealand Breakers  | 89            |
|  | 7                   | New Zealand Breakers  | 100                 |  |  |               |                       |               |

|  | Halbfinale | Halbfinale       | Halbfinale       | Halbfinale | Halbfinale |    |              | Finale | Finale           | Finale | Finale | Finale | Finale | Finale |
|  |            |                  |                  |            |            |    |              |        |                  |        |        |        |        |        |
|  | 1          | Sydney Kings     | 101              | 85         | 109        |    |              |        |                  |        |        |        |        |        |
|  | 4          | Perth Wildcats   | 98               | 94         | 74         |    |              |        |                  |        |        |        |        |        |
|  | 4          | Perth Wildcats   | 98               | 94         | 74         | 1  | Sydney Kings | 95     | 93               | 87     | 90     | 73     |        |        |
|  |            |                  |                  |            |            | 1  | Sydney Kings | 95     | 93               | 87     | 90     | 73     |        |        |
|  |            | 2                | Melbourne Tigers | 74         | 104        | 89 | 87           | 85     |                  |        |        |        |        |        |
|  | 2          | 2                | Melbourne Tigers | 74         | 104        | 89 | 87           | 85     | Melbourne Tigers | 116    | 115    |        |        |        |
|  | 2          |                  |                  |            |            |    |              |        | Melbourne Tigers | 116    | 115    |        |        |        |
|  | 3          | Brisbane Bullets | 98               | 112        |            |    |              |        |                  |        |        |        |        |        |

## Individuelle Auszeichnungen
- Most Valuable Player der regulären Saison (Andrew Gaze Trophy): Chris Anstey (Melbourne Tigers)
- Rookie of the Year: Nathan Jawai (Cairns Taipans)
- Best Defensive Player (Damian Martin Trophy): Chris Anstey (Melbourne Tigers)
- Best Sixth Man: Dontaye Draper (Sydney Kings)
- Most Improved Player: Cameron Tragardh (Wollongong Hawks)
- Coach of the Year (Lindsay Gaze Trophy): Brian Goorjian (Sydney Kings)[1]
- All-NBL First Team:
  - Ebi Ere (Brisbane Bullets)[2]
  - Chris Anstey (Melbourne Tigers)
  - Mark Worthington (Sydney Kings)
  - Kirk Penney (New Zealand Breakers)
  - Shawn Redhage (Perth Wildcats)
- All-NBL Second Team:
  - Nathan Jawai (Cairns Taipans)
  - Adam Ballinger (Adelaide 36ers)
  - Corey Williams (Townsville Crocodiles)
  - C. J. Bruton (Brisbane Bullets)
  - James Harvey (Gold Coast Blaze)
- All-NBL Third Team:
  - Kavossy Franklin (Wollongong Hawks)
  - Paul Rogers (Perth Wildcats)
  - Julius Hodge (Adelaide 36ers)
  - Dontaye Draper (Sydney Kings)
  - Darnell Hinson (West Sydney Razorbacks)

- Grand Final Series MVP (Larry Sengstock Medal): Chris Anstey (Melbourne Tigers)